# Петина, Надежда Гавриловна
Надежда Гавриловна Петина (21 сентября 1932, Оренбург — 11 сентября 2022, там же) — советский и российский скульптор, член Союза художников СССР (1960), заслуженный художник РСФСР (1974), почётный гражданин города Оренбурга (2010).

## Биография
Родилась в семье скульптора-самоучки Гавриила Алексеевича Петина (1909—1947), который в 1930—1940-е годы был одним из самых ярких представителей в коллективе оренбургских художников. Первые навыки искусства ваяния приобрела в мастерской своего отца. В 1950—1955 гг. училась на скульптурном факультете Института живописи, скульптуры и архитектуры им. И. Е. Репина в Ленинграде. Её учителями были В. В. Лишев и Я. И. Крестовский. В 1955 году после защиты дипломной работы «Пробуждение 1905» Н. Петина вернулась в Оренбург.

Памятник Пушкину и Далю работы Н. Г. Петиной в Оренбурге

## Творчество
В её творчестве — композиционные работы, портреты, рельефы, малая пластика, керамика. Ею созданы композиции «Пушкин и няня»(1979), «Я помню чудное мгновенье…» (1979), памятник Пушкину и Далю (1998), установленный в центре Оренбурга, композиция в сквере памяти Салмышского Боя, в том числе скульптура Скорбящей Матери с убитым сыном на руках (1984).
Она автор многочисленных памятников в городах и районных центрах области и за её пределами, а также Приза — статуэтки Маши Мироновой — главной героини бессмертного пушкинского произведения, который вручается победителям всероссийского литературного Пушкинского конкурса «Капитанская дочка» с 2008 года. Ею создана целая галерея портретных изображений русских государственных деятелей, поэтов, музыкантов, художников, прославивших свой край земляков (например, В. М. Чердинцева, жанровые композиции и т. д.
Работы Н. Г. Петиной находятся в Государственной Третьяковской галерее, Оренбургском областном музее изобразительных искусств, Саранской картинной галерее, Суздальском, Красноярском, Курганском, Барнаульском, Севастопольском, Тобольском художественных музеях.

## Общественная деятельность
Дважды избиралась председателем Оренбургской организации Союза художников (1971 1978), председателем областного отделения советского Фонда культуры (1988—1990), председателем художественно-экспертного совета по монументально-декоративному искусству при областном управлении культуры, членом художественного совета отделения художественного Фонда РСФСР, являлась членом областного Общества охраны памятников культуры.

## Юбилейная выставка
В связи с 80-летним юбилеем в сентябре 2012 в Оренбургском областном музее изобразительных искусств состоялась юбилейная выставка скульптора «От сердца к сердцу» включавшая портреты творческой интеллигенции Оренбурга, в основном художников, с которыми её связывает многолетняя творческая дружба. Центральное место в экспозиции заняла скульптура «Песня «Оренбургский пуховый платок». Выразительные женские фигуры символизируют не только сам народный промысел, прославивший Оренбургский край, но и не менее знаменитую песню, блестяще исполнявшуюся народной артисткой СССР Людмилой Зыкиной.

## Награды
- Заслуженный художник РСФСР (1974)
- Губернаторская премия «Оренбургская лира» за памятник Пушкину и Далю (совместно с архитектором Станиславом Смирновым) (1998)
- Премия им. Мусы Джалиля (1999),
- Почётная грамота Российской академии художеств (2001)
- Золотая Пушкинская медаль СХ России (2002)
- Почётная грамота Министерства культуры и массовых коммуникаций РФ (2007)
- Диплом Союза художников России (2007)
- Орден Дружбы (2008)
- Орден «Слава нации» (2010)
- Почётный гражданин города Оренбурга (2010)